# Santiago Tilantongo
Santiago Tilantongo là một đô thị thuộc bang Oaxaca, México. Năm 2005, dân số của đô thị này là 3348 người.